# Joel Lebowitz

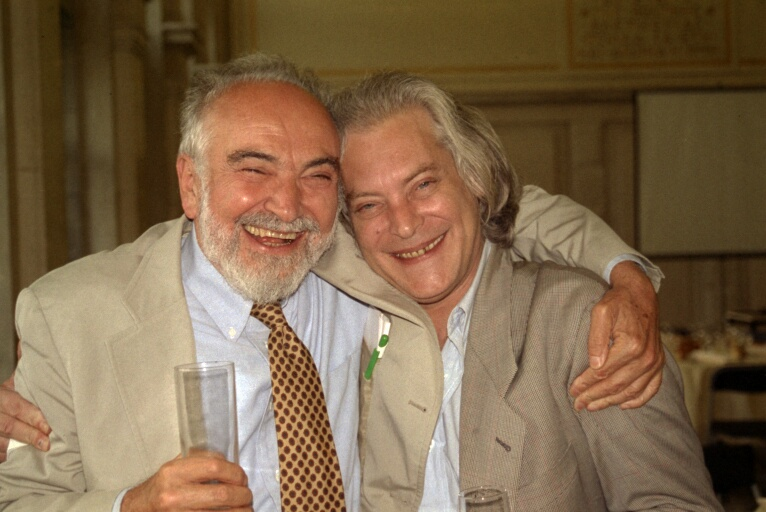
Lebowitz (à gauche) et Mitchell Feigenbaum (à droite) en 1998

Joel Louis Lebowitz (né le 10 mai 1930) est un physicien mathématicien largement reconnu pour ses contributions exceptionnelles à la physique statistique, à la mécanique statistique et à de nombreux autres domaines des mathématiques et de la physique.
Lebowitz est l'auteur de plus de cinq cents articles sur la physique statistique et la science en général, et il est l'un des fondateurs et rédacteurs du Journal of Statistical Physics, l'une des plus importantes revues à comité de lecture du domaine. Il a été président de l'Académie des Sciences de New York.
Lebowitz est professeur George William Hill de mathématiques et de physique à l'université Rutgers. Il est également un militant actif pour les droits humains et a pendant longtemps coprésidé le Committee of Concerned Scientists (en).

## Biographie
Lebowitz naît à Taceva, alors en Tchécoslovaquie, aujourd'hui en Ukraine, en 1930 dans une famille juive. Pendant la Seconde Guerre mondiale, il est déporté avec sa famille à Auschwitz, où son père, sa mère et sa sœur cadette sont tués en 1944. Après avoir été libéré du camp, il migre vers les États-Unis en bateau et étudie dans une école juive orthodoxe et au Brooklyn College. Il soutient son doctorat à l'université de Syracuse en 1956 sous la direction de Peter Bergmann. Il poursuit ensuite ses recherches avec Lars Onsager, à l'université Yale, où il obtient un poste de professeur. Il rejoint l'Institut de technologie Stevens en 1957 puis la Belfer Graduate School of Science à l'université Yeshiva en 1959. Enfin, il obtient un poste de professeur à l'université Rutgers en 1977, où il occupe la prestigieuse chaire de George William Hill Professor.
Au cours de ses années à l'université Yeshiva et à l'université Rutgers, il fréquente plusieurs scientifiques et artistes, comme Fumio Yoshimura (en) et Kate Millett. En 1975, il fonde le Journal of Statistical Physics. En 1979, il est président de l’Académie des sciences de New York. Il a été l'un des soutiens les plus actifs des scientifiques dissidents de l'ex-Union soviétique, en particulier des scientifiques refuzniks.

## Héritage scientifique
Lebowitz a apporté de nombreuses contributions importantes à la mécanique statistique et à la physique mathématique. Il a démontré, avec Elliott Lieb, que les interactions coulombiennes se comportent selon la limite thermodynamique. Il a également établi ce que l'on appelle aujourd'hui les inégalités de Lebowitz pour le modèle d'Ising ferromagnétique. Ses intérêts actuels portent sur les problèmes de mécanique statistique hors équilibre.
En 1975, il devient rédacteur en chef du Journal of Statistical Physics, l'une des revues les plus importantes dans le domaine, et occupe ce poste jusqu'en septembre 2018. Lebowitz met en place un cycle de conférences semestrielles, d'abord à l'université Yeshiva, puis à l'université Rutgers, et ce cycle dure depuis soixante ans. Il est également connu comme coéditeur d'une collection influente de livres intitulée Phase Transitions and Critical Phenomena (en) (« Transitions de phase et phénomènes critiques »).

## Récompenses et honneurs
Lebowitz a reçu plusieurs distinctions, telles que la médaille Boltzmann (1992), la médaille Nicholson (1994) décernée par l'American Physical Society, la médaille Delmer S. Fahrney (1995), le prix Henri Poincaré (2000), le prix Volterra (2001). On doit y ajouter la médaille Max Planck (2007) « pour ses contributions importantes à la physique statistique des systèmes à l'équilibre et hors équilibre, en particulier ses contributions à la théorie des transitions de phase, à la dynamique des systèmes infinis, et les états stationnaires hors équilibre » et « pour promouvoir de nouvelles orientations aux frontières les plus éloignées du domaine et pour avoir introduit avec enthousiasme plusieurs générations de scientifiques dans ce domaine ». En 2014, il reçoit la grande médaille de l'Académie des sciences française. En 2021, il reçoit le prix Dannie-Heineman de physique mathématique (2021), « Pour des contributions fondamentales à la mécanique statistique hors équilibre et à l'équilibre, en particulier, les études des grands écarts dans les états stationnaires hors équilibre et l'analyse rigoureuse des ensembles d'équilibre de Gibbs ». En 2022, il est lauréat du prix Dirac de l'ICTP (en) décerné par le Centre international de physique théorique.
Lebowitz est membre de l'Académie nationale des sciences des États-Unis. En 1966, il devient membre de l'American Physical Society et en 2012, il devient membre de l'American Mathematical Society.
Il devient docteur honoris causa à la 158e cérémonie d'ouverture de l'université de Syracuse en 2012.